# کیسه‌راسوتباران
کیسه‌راسوتباران (نام علمی: Phascogalini) نام یک تبار از تیره ستبردمان است.

## طبقه‌بندی
- Tribe Phascogalini
  - سرده موش‌های کیسه‌دار پاپهن
    - موش کیسه‌دار استوایی, Antechinus adustus
    - موش کیسه‌دار فرز, Antechinus agilis
    - موش کیسه‌دار حنایی, Antechinus bellus
    - موش کیسه‌دار پازرد, Antechinus flaviceps
    - موش کیسه‌دار اترتون, Antechinus godmani
    - موش کیسه‌دار دارچین, Antechinus leo
    - موش کیسه‌دار باتلاق, Antechinus minimus
    - موش کیسه‌دار استوارت, Antechinus stuartii
    - موش کیسه‌دار زیراستوایی, Antechinus subtropicus
    - موش کیسه‌دار دودی, Antechinus swainsonii

  - سرده ستبردم هابما
    - ستبردم هابما, Micromurexia habbema

  - سرده ستبردم دم‌سیاه
    - ستبردم دم‌سیاه, Murexechinus melanurus

  - سرده ستبردم کوتاه‌پشم
    - ستبردم کوتاه‌پشم, Murexia longicaudata

  - سرده ستبردم روتشیلد
    - ستبردم روتشیلد, Paramurexia rothschildi

  - سرده ستبردم بینی‌دراز
    - ستبردم بینی‌دراز, Phascomurexia naso

  - سرده راسوی کیسه‌دار
    - راسوی کیسه‌دار دم‌قرمز, Phascogale calura
    - راسوی کیسه‌دار دم‌قلمویی, Phascogale tapoatafa